# M2M

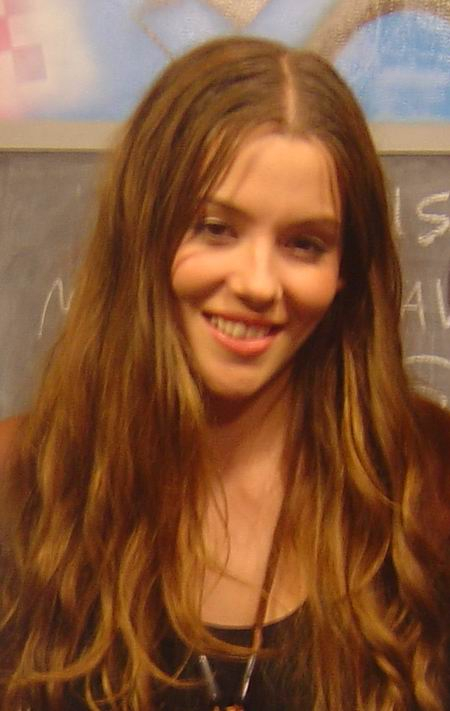
Marion Raven

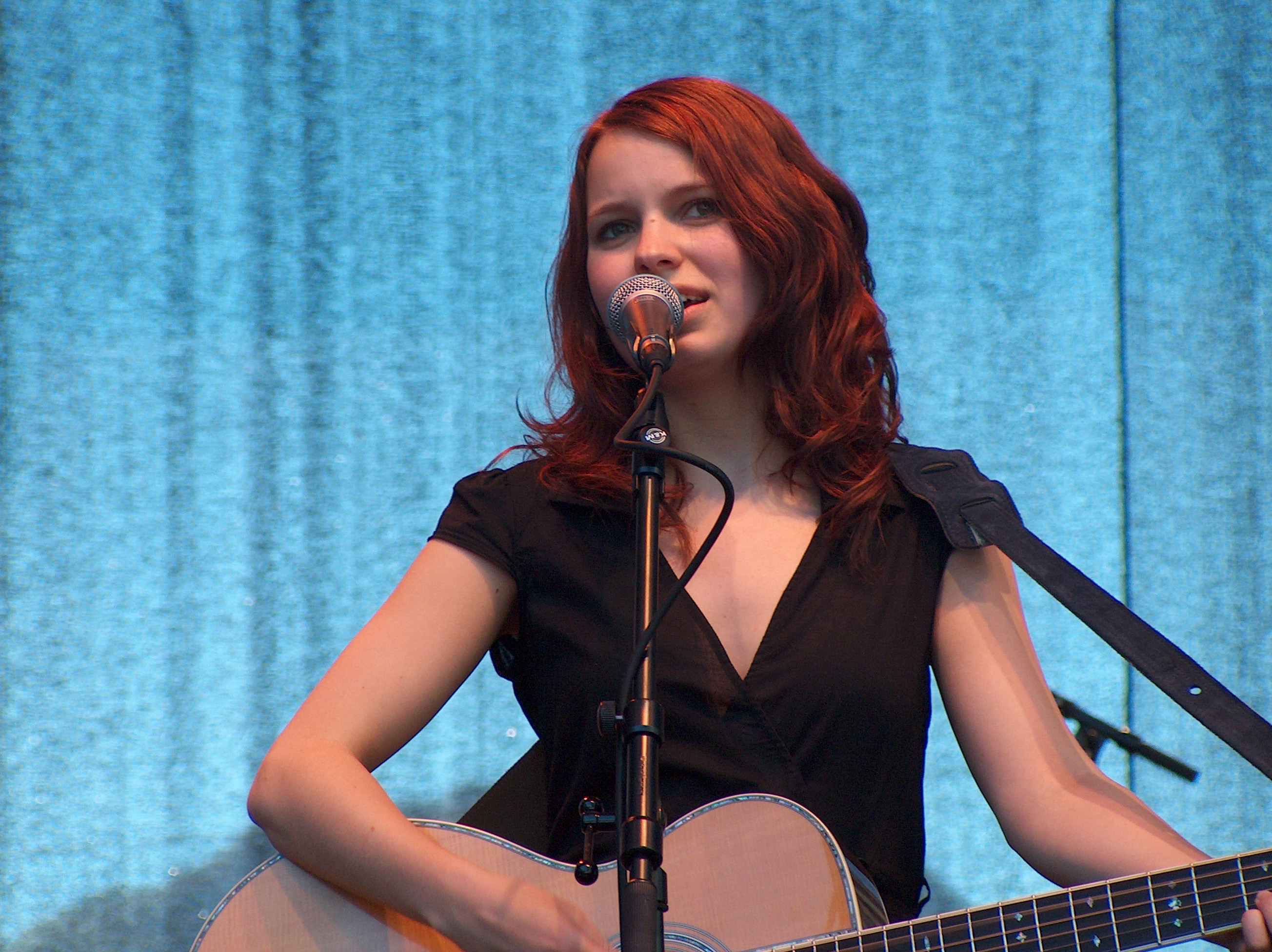
Marit Larsen

M2M is een Noors popduo bestaande uit Marion Elise Ravn en Marit Elisabeth Larsen. M2M heeft samen vier albums op de markt gebracht (onder Atlantic Records en Warner Music): Shades of Purple, The Big Room en The Day You Went Away plus The Best of M2M, een greatest hits-cd.

## Geschiedenis
Marion en Marit kenden elkaar al sinds ze vijf waren. Rond midden jaren negentig vormden zij een duo. In eerste instantie wilden de dames zich M&M noemen, een combinatie van hun initialen. De naam was helaas al in gebruik, zowel door een snoepmerk als door de rapper Eminem, dus besloten de tieners zichzelf M2M te noemen. De eerste single die de groep uitbracht was, “Don’t Say You Love Me”, uit 1999, dit nummer is ook gefeatured op de soundtrack van Pokémon: The First Movie. Door deze film wist dit nummer grote hoogtes te bereiken over de hele wereld. Hierna kwam al snel het eerste album van het duo uit, Shades of Purple, in 2000. Dit album heeft op nummer 1 gestaan in Noorwegen en verschillende Aziatische landen en in de top 40 van de meeste andere landen. In september van dat jaar toerden zij als openingsact voor Hanson. Eerder dat jaar speelden zij nog een speciaal concert in het Epcot in Walt Disney World, dit is uitgezonden op 29 april 2002 onder de naam “M2M en BBMak in Concert”.
Er zijn van het album vier ander nummers uitgekomen: “Mirror Mirror”, “The Day You Went Away”, “Pretty Boy” en “Everything You Do”. De drietaligheid van de dames heeft hen populair gemaakt in Azië aangezien ze enkele nummers hebben uitgebracht in Chinees Mandarijn zoals “Pretty Boy”. Daarentegen hebben ze nooit een Chinese versie uitgebracht van “The Day You Went Away”, daarom heeft de Taiwanese zangeres Cyndi Wang haar eigen versie uitgebracht.
In 2002 kwam het duo terug met een nieuw album met een compleet nieuwe sound. Het album “The Big Room” had een andere sound die minder popgeoriënteerd was. In twee jaar tijd waren de hun stemmen veranderd, vooral die van Raven. De eerste single van het album was “Everything” gevolgd door “What You Do About Me”. Het nummer “Don’t” is alleen uitgekomen op Amerikaanse en Latijns-Amerikaanse radiostations en het nummer “Wanna Be Where You Are” alleen in de Filipijnen. Om voor dit album promotie te maken gaven de dames onder andere een optreden tijdens de honderdste aflevering van Dawson’s Creek. Tijdens hun tournee met Jewel beëindigde Atlantic Records het contract met M2M wegens een gebrek aan verkoop. Dit ondanks dat het album het wel goed deed in Noorwegen, Azië en Australië. Het duo ging uiteindelijk uit elkaar en Marit en Marion gingen als soloartiesten verder. In 2024 maakten de twee bekend na 25 jaar afwezigheid als duo weer bij elkaar te komen voor een tournee. Deze zal plaatsvinden in Indonesië, Maleisië, de Filippijnen, Thailand, Singapore en Noorwegen en duurt tot en met juni 2025. Daarnaast verschijnt de ep Still In My Dreams met daarop nieuwe opgenomen versies van oude M2M hits.

## Discografie
| Single met hitnotering(en) in de Vlaamse Ultratop 50 | Datum van verschijnen | Datum van binnenkomst | Hoogste positie | Aantal weken | Opmerkingen |
| ---------------------------------------------------- | --------------------- | --------------------- | --------------- | ------------ | ----------- |
| Don't Say You Love Me                                | 2000                  | 08-04-2000            | 31              | 5            |             |